# Glenea subabbreviata
Glenea subabbreviata är en skalbaggsart som beskrevs av Stefan von Breuning 1956. Glenea subabbreviata ingår i släktet Glenea och familjen långhorningar.
Artens utbredningsområde är Taiwan. Inga underarter finns listade i Catalogue of Life.